# Eliza Hansen
Pour les articles homonymes, voir Hansen.
Eliza Hansen, née le 31 mai 1909 à Bucarest et morte le 19 mai 2001, est une pianiste et claveciniste d'ascendance roumano-allemande.

## Biographie
Eliza Hansen commence sa formation de pianiste à l'âge de douze ans, à l'Académie de musique de Bucarest. Deux ans après son examen de fin d'études, elle se rend à Berlin, où elle travaille avec Artur Schnabel et Edwin Fischer.
En tant que pianiste et claveciniste, elle apparaît dans les capitales européennes, telles Londres, Barcelone, Madrid et Paris. Elle joue avec les plus grands orchestres, chefs d'orchestre, et  instrumentistes de renom, notamment George Malcolm, David Geringas, Josef Suk et Henryk Szeryng. Il existe plusieurs enregistrements de ses prestations pour Archiv.
De 1959 à 1984, Eliza Hansen enseigne le piano et le clavecin à la Hochschule für Musik und Theater de Hambourg. Parmi ses élèves figurent Christoph Eschenbach, Justus Frantz, Manfred Fock (de), Hartmut Leistritz (de), Marianne Schroeder (de), Vera Schwarz (de) et Johanna Wiedenbach (de). 
Eliza Hansen était mariée au pianiste Conrad Hansen.
Pour son 85e anniversaire, elle a reçu du Sénat de Hambourg la médaille Biermann-Ratjen afin de l'honorer pour sa contribution à la vie culturelle de la ville libre et hanséatique de Hambourg.

## Discographie
- Domenico Scarlatti, 8 Essercizi per gravicembalo - Eliza Hansen, clavecin Neupert, modèle « Christophori » (22-23 octobre 1953, LP Archiv 13 001) (OCLC 657408435)